# INTERMISSION/GODIEGO FINAL LIVE+2
『INTERMISSION/GODIEGO FINAL LIVE+2』（インターミッション/ゴダイゴ・ファイナル・ライヴ+2）は、1985年6月1日に発売されたゴダイゴのライヴ・アルバムである。

## 解説
- 1985年に活動休止する前のゴダイゴのライヴ模様が収録されている。
- 収録曲のうち、「THE GREAT SEA FLOWS（グレート・シー・フロウズ）」と「HEARTS ARE RED AND TEARS ARE BLUE（明日を夢見て）」はボーナス・トラックで、スタジオ録音盤である。タイトルにある『+2』とは、これらの曲のことである。
  - 『+2』は、初発時にはアナログLP盤（AB-7129）の特典12インチシングル（AB-7130）とカセットテープ（CSR-1233）のボーナストラックとして収録され、CD（C31-7510）には収録されていなかった（このためCDのタイトルは『INTERMISSION/GODIEGO FINAL LIVE』だった）。
  - 1995年2月21日に廉価版CD（COCA-12376）で再発売された際には『+2』も収録されたが、ジャケットが簡略化され、ライナーノートも省略されていた。こちらはCDの収録時間に余裕があるためボーナストラック扱いで1枚に収められている。
  - 2008年3月19日には再リマスタリングによる紙ジャケット盤（COCP51100 - 01）が再発売され、こちらはアナログ盤のイメージを再現するため『+2』は別のディスクに収められた。

## 収録曲
1. THREE YEARS OF LOVE（愛の3イヤーズ）
  - 作詞:H.E.R. Barnes　作曲:タケカワユキヒデ
2. IN THE CITY（イン・ザ・シティ）
  - 作詞:奈良橋陽子、Tommy Snyder　作曲:ミッキー吉野
3. SUPER MAN（彼はスーパーマン）
  - 作詞:WILL WILLIAMS　作曲:タケカワユキヒデ
4. PARADISE（パラダイス）
  - 作詞:Tommy Snyder　作曲:ミッキー吉野
5. PIANO BLUE（ピアノ・ブルー）
  - 作詞:WILL WILLIAMS　作曲:タケカワユキヒデ
6. RETURN TO AFRICA（リターン・トゥ・アフリカ）
  - 作詞:奈良橋陽子　作曲:タケカワユキヒデ
7. GANDHARA（ガンダーラ）
  - 作詞:奈良橋陽子、山上路夫　作曲:タケカワユキヒデ
8. MONKEY MAGIC（モンキー・マジック）
  - 作詞:奈良橋陽子　作曲:タケカワユキヒデ
9. THE GALAXY EXPRESS 999（銀河鉄道999）
  - 作詞:奈良橋陽子、山川啓介　作曲:タケカワユキヒデ
10. DEAD END〜LOVE FLOWERS PROPHECY〜（デッド・エンド〜ラヴ・フラワーズ・プロフェシー〜）
  - 作詞:奈良橋陽子、Tommy Snyder　作曲:タケカワユキヒデ、Steven Schoenberg
11. WAVE GOOD-BYE（ウェイヴ・グッド・バイ）
  - 作詞:奈良橋陽子　作曲:タケカワユキヒデ
12. THE GREAT SEA FLOWS（グレート・シー・フロウズ）
  - 作詞：奈良橋陽子　作曲：タケカワユキヒデ
13. HEARTS ARE RED AND TEARS ARE BLUE（明日を夢見て）
  - 作詞：奈良橋陽子　作曲：タケカワユキヒデ

カセットテープではA面に1 - 5・13の順で、B面に6 - 11・12の順で収録された。